# Brand in het dok van Hoboken
De brand in het dok van Hoboken brak uit op 30 juni 1900 in de haven van New Jersey. Hierbij vielen minstens 326 doden.

## Ontstaan
De brand ontstond in een pakhuis van Norddeutscher Lloyd waar balen katoen vlamvatten. Het vuur verspreidde zich snel naar een aanpalend pakhuis dat vluchtige en brandbare producten, zoals terpentijn en olie, bevatte.

## Schade
Het vuur sloeg over naar de schepen die aangemeerd lagen aan de pier van Norddeutscher Lloyd net voor de brandende pakhuizen. Naast drie trans-Atlantische stomers werden vierentwintig kleinere vaartuigen beschadigd of verwoest. Kaiser Wilhelm der Grosse was het eerste schip dat uit de vuurhaard werd gesleept en geblust door blusschepen. Het schip kwam er dan ook met schade van af.
De Bremen vatte ook vlam, dreef weg, brandde volledig uit en strandde in Weehawken. Alle aanwezigen konden het water in springen. Men heeft er echter geen zicht op of iedereen daadwerkelijk ook land bereikt heeft. Het brandende schip dreef rond voor het strandde en stak zo vuurhaarden aan op andere pieren.
Hoewel de Main ver van de brandhaard lag aangemeerd vatte het schip snel vlam. Men kon het schip niet meer wegslepen doordat men het niet kon vastmaken aan de sleepboten. Na zeven uren was het schip uitgebrand en weggesleept. Een aantal bemanningsleden die zich in een kolenbunker hadden verschanst, konden nog worden gered. Het schip was echter nog aan het smeulen en door opflakkerende branden werden verdere zoektochten en reddingsacties stilgelegd.

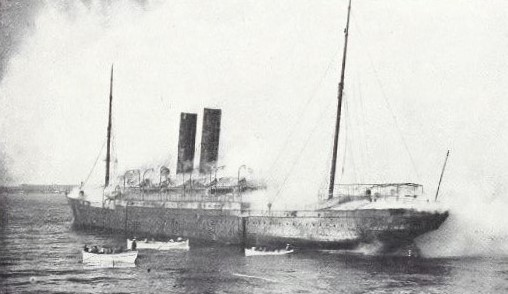
De brand op de Saale

De Saale vatte heel snel vuur en hier vielen de meeste slachtoffers doordat de passagiers het schip niet meer konden verlaten en de patrijspoorten te klein bleken om door te ontsnappen.
Naast de aangemeerde schepen vlogen ook enkele pakhuizen van Campbell Stores in brand en ging een loods van de spoorwegen verloren in de vlammen. Een loods van de Hamburg-America Line werd door de brandweer afgebroken om te voorkomen dat de brand zich via die loods zou verspreiden naar de HAL-pieren. Ook een pier van de Scandinavian America Line werd beschadigd.

## Gevolg

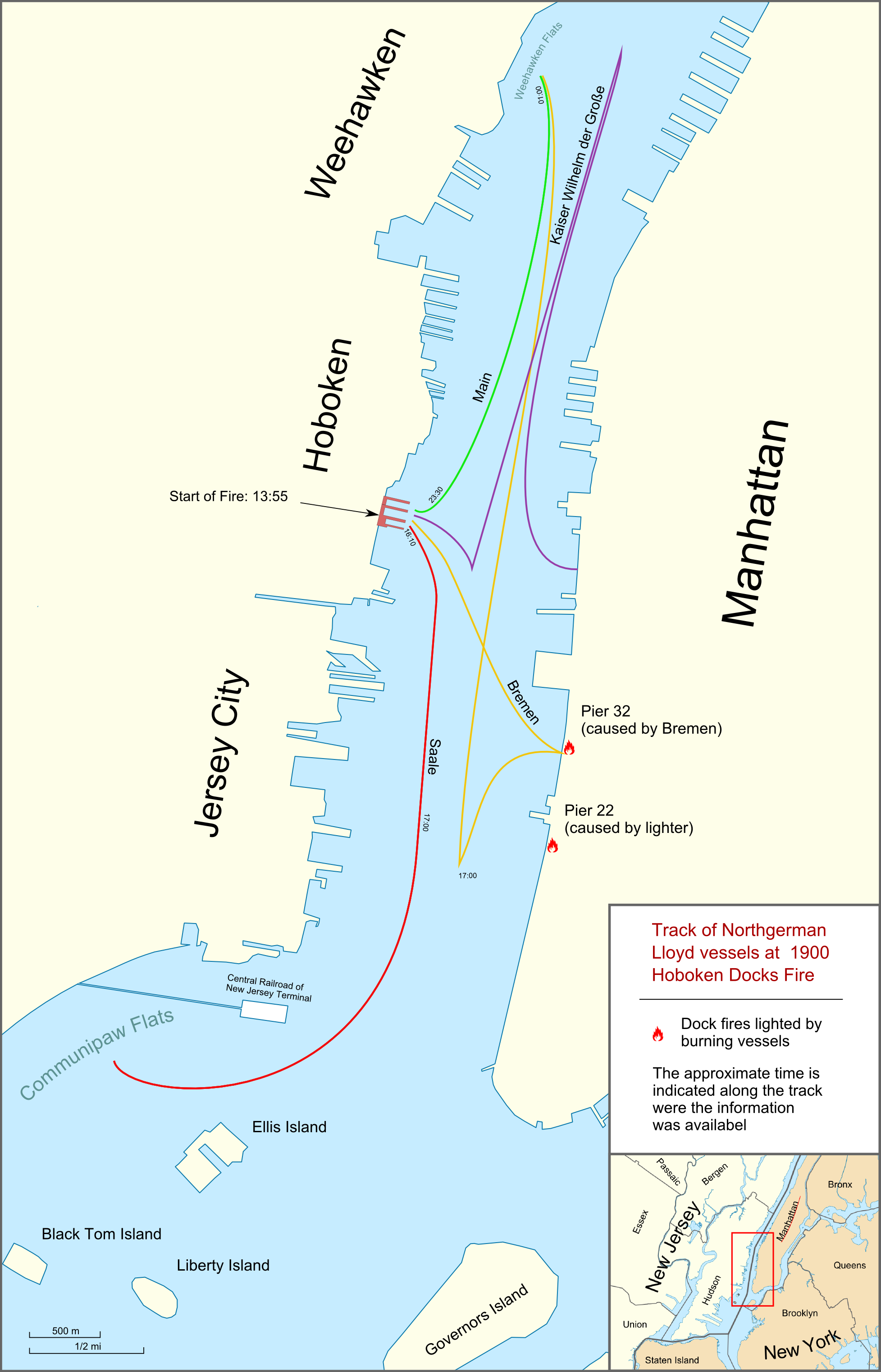
Sleep of afdrijfweg van de brandende schepen

Norddeutscher Lloyd herbouwde de pieren in stalen en vuurwerende constructie en hernoemde ze tot Hoboken Pier 1, 2 en 3. Hierdoor werden deze pieren gespaard van latere branden zoals de brand van 1905 op de Delaware, Lackawanna en Westelijke Spoorwegpieren, de brand op de net zuidelijker gelegen Hamburg-America Linepieren, de brand van 1921 die Hoboken Pier 5 en 6 vernielde en de brand van 1944 die Hoboken Pier 4 vernielde.
Na de brand werd de grootte van patrijspoorten vastgelegd zodat een persoon er gemakkelijk kon door ontsnappen.
Een jaar na de feiten werd een monument opgericht om de doden en de vermisten te herdenken.